# Lukomir
Lukomir ist ein kleines Bergdorf im Zentrum von Bosnien und Herzegowina etwa 40 Kilometer südwestlich von Sarajevo. Mit seiner Lage auf 1455 m ist Lukomir die höchstgelegene Siedlung des Landes und die einzige auf über 1300 m Höhe.

## Geografie
Lukomir befindet sich an den südlichen Ausläufern des Bjelašnica-Massivs und oberhalb des Rakitnica-Canyons an dessen Nordseite auf dem Territorium der Großgemeinde Konjic. Der nächste Nachbarort Umoljani liegt hinter einem Höhenzug im Osten und ist mit dem Auto knapp zehn Kilometer entfernt.

## Geschichte
Aufgrund der im Ort und seiner Umgebung gefundenen Stećci (Grabsteine), die teilweise aus dem 14. und 15. Jahrhundert stammen, gehen Historiker davon aus, dass Lukomir mindestens seit dieser Zeit besiedelt ist.
Im Bosnienkrieg war der Ort aufgrund seiner Abgelegenheit kaum betroffen, wurde jedoch einige Male von der anderen Seite des Rakitnica-Canyons aus mit Artillerie angegriffen.

## Verkehr

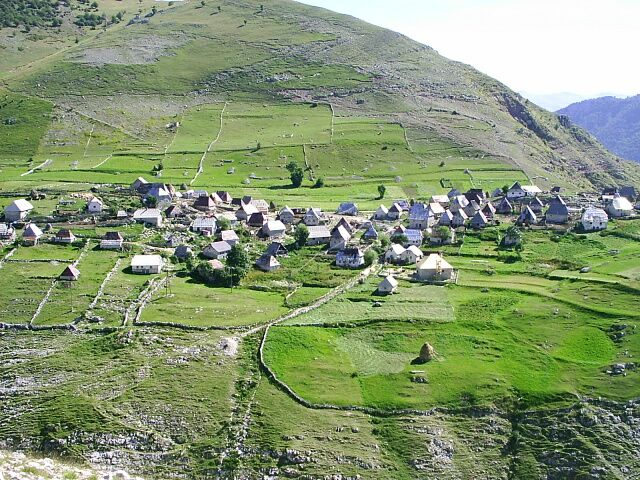
Blick auf Lukomir

Mit dem Auto ist Lukomir nur von Norden aus und nur zwischen April und Dezember zu erreichen. Zwei nicht asphaltierte Straßen verbinden den Ort mit Konjic im Nordwesten und Sarajevo im Nordosten. Durch die Lage direkt an der hier etwa 800 Meter tiefen Rakitnica-Schlucht gibt es keine Straßenverbindungen in südliche Richtung.
Jedoch führen von Lukomir aus Wanderwege am Rand der Schlucht in die Nachbardörfer Čuhovići und Umoljani sowie in die Schlucht hinunter.

## Bevölkerung
Lukomir ist von Frühling bis Herbst bewohnt; im November verlassen die wenigen meist älteren Einwohner den Ort und kehren erst im April wieder zurück. Sie betreiben in den nördlich gelegenen Poljes Weidewirtschaft. Zur letzten Volkszählung vor dem Krieg 1991 hatte Lukomir noch 156 Einwohner, davon 152 Bosniaken. 2013 waren es nur noch 81 Einwohner. Am südlichen Ortsrand steht eine kleine Moschee mit hölzernem Minarett, die über den Canyon blickt.

## Tourismus

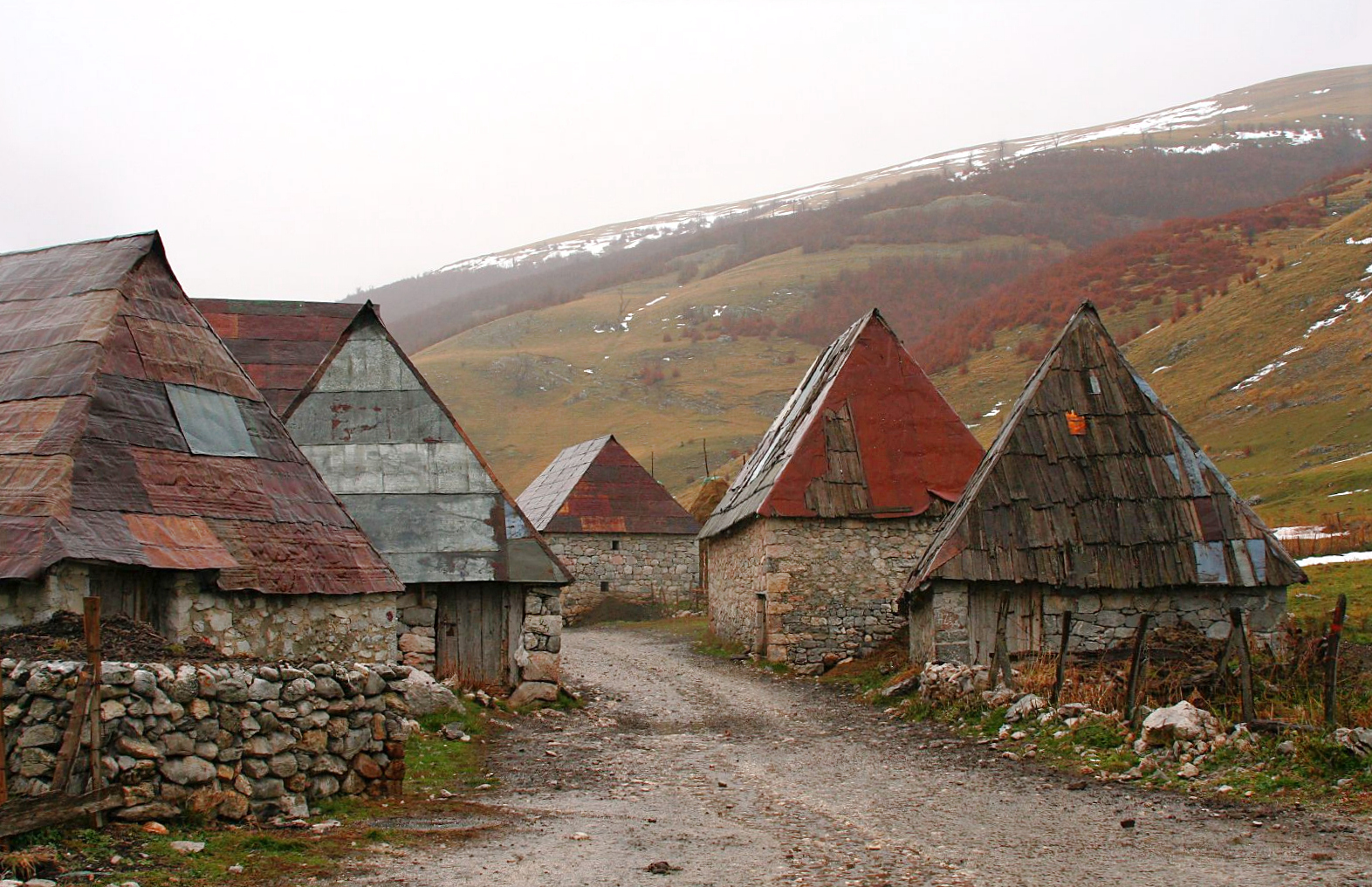
Häuser in Lukomir

Seit dem Ausbau der Straße nach Lukomir 2004 hat sich das Bergdorf zu einem beliebten Ausflugsziel für Einwohner Sarajevos und Touristen entwickelt, sodass sich die Bewohner durch den Verkauf von einfachen Mahlzeiten, Kaffee oder Käse an Besucher ein kleines Zubrot verdienen können. Nach 2010 wurde eine Lodge für Touristen aufgebaut. Von den Tourismusbehörden wird Lukomir gezielt als abgelegenes Bergidyll vermarktet.